# Dylan Ferguson
Dylan Ferguson (* 20. September 1998 in Lantzville, British Columbia) ist ein kanadischer Eishockeytorwart, der seit September 2024 bei den Iowa Wild aus der American Hockey League (AHL) unter Vertrag steht. Zuvor absolvierte er unter anderem drei Partien in der National Hockey League (NHL).

## Karriere
Ferguson verbrachte seine Juniorenzeit bis zum Sommer 2015 in der Saskatoon Midget Hockey League bei den Notre Dame Hounds. Von dort wechselte der Torwart zur Saison 2015/16 in die Western Hockey League, nachdem er in deren Bantam Draft von den Kamloops Blazers ausgewählt worden war. In seiner Rookiespielzeit fungierte er dort als Back-up von Connor Ingram und kam auf 16 Einsätze, bei denen ihm allerdings nur vier Siege gelangen. In der Saison 2016/17 war er erneut der Ersatzmann Ingrams, konnte sich aber auf 31 Einsätze steigern und verbesserte seine statistischen Werte im Vergleich zum Vorjahr deutlich.
Im Juni 2017 wurde der Torhüter im NHL Entry Draft 2017 in der siebten Runde an 194. Stelle von den Dallas Stars aus der National Hockey League ausgewählt. Die Stars transferierten ihren Draftpick sowie ein Zweitrunden-Wahlrecht im NHL Entry Draft 2020 aber nur wenige Tage nach dem NHL Expansion Draft 2017 im Tausch für Marc Methot zu den neu gegründeten Vegas Golden Knights. Diese sahen Ferguson jedoch zunächst als Spieler, um sich auf dieser Position in der Breite zu verstärken, und beließen den 19-Jährigen nach der Vertragsunterschrift im September zu Beginn der Saison 2017/18 zunächst bei den Kamloops Blazers im Juniorenbereich, wo er zum Stammspieler avanciert war. Ende Oktober 2017 wurde Ferguson schließlich unter Notfallbedingungen in den NHL-Kader der Golden Knights beordert, nachdem diese auf der Torhüterposition die verletzungsbedingten Ausfälle von Marc-André Fleury, Malcolm Subban und Oscar Dansk zu beklagen hatten. Er fungierte dort bis Mitte November als Ersatzmann des etatmäßig vierten Torwarts Maxime Lagacé und kam am 14. November zu einem neunminütigen Kurzeinsatz gegen die Edmonton Oilers.
Anschließend kehrte Ferguson für die gesamte Saison 2018/19 zu den Blazers zurück, ehe er mit Beginn der Spielzeit 2019/20 fest in die Organisation der Golden Knights wechselte. Dort spielte er für deren Farmteams, die Chicago Wolves aus der American Hockey League (AHL) sowie die Fort Wayne Komets aus der ECHL. Mit den Komets gewann er in der Saison 2020/21 die ECHL-Playoffs um den Kelly Cup. Nach der Saison 2021/22 wurde sein auslaufender Vertrag in Las Vegas nicht verlängert. Der Schlussmann erhielt daraufhin im Oktober 2022 einen Probevertrag bei den Toronto Marlies aus der AHL, der im Februar 2023 schließlich in ein vollwertiges Arbeitspapier bis zum Saisonende umgewandelt wurde. Wenige Tage später wurde Ferguson allerdings zum Ligakonkurrenten Belleville Senators transferiert. Von deren Kooperationspartner Ottawa Senators aus der NHL wurde der Vertrag wenige Tage später bis zum Saisonende auf Gültigkeit für die NHL erweitert, sodass er dort zu zwei weiteren NHL-Einsätzen kam.
Nachdem er im Sommer 2023 keinen neuen Arbeitgeber auf dem nordamerikanischen Kontinent gefunden hatte, wurde der Kanadier im Juli 2023 für ein Jahr vom belarussischen Hauptstadtklub HK Dinamo Minsk aus der Kontinentalen Hockey-Liga (KHL) verpflichtet. Anschließend kehrte der Torwart im September 2024 wieder nach Nordamerika zurück, wo sich die Iowa Wild aus der AHL seine Dienste sicherten.

## Erfolge und Auszeichnungen
- 2021 Kelly-Cup-Gewinn mit den Fort Wayne Komets

## Karrierestatistik
Stand: Ende der Saison 2023/24
(Legende zur Torhüterstatistik: GP oder Sp = Spiele insgesamt; W oder S = Siege; L oder N = Niederlagen; T oder U oder OT = Unentschieden oder Overtime- bzw. Shootout-Niederlage; Min. = Minuten; SOG oder SaT = Schüsse aufs Tor; GA oder GT = Gegentore; SO = Shutouts; GAA oder GTS = Gegentorschnitt; Sv% oder SVS% = Fangquote; EN = Empty Net Goal; 1 Play-downs/Relegation; Kursiv: Statistik nicht vollständig)